# Ohio Players (альбом)
Ohio Players — двенадцатый студийный альбом американской блюзовой рок-группы The Black Keys, выпущенный лейблами Easy Eye Sound и Nonesuch Records 5 апреля 2024 года. Ему предшествовал ведущий сингл «Beautiful People (Stay High)», выпущенный 12 января 2024 года, и второй сингл «I Forgot to Be Your Lover», кавер-версия одноимённой песни To Be a Lover Уильяма Белла 1968 года. «Beautiful People (Stay High)» был номинирован на премии «Грэмми» в категориях «Лучшее рок-исполнение» и «Лучшая рок-песня» на 67-й ежегодной церемонии вручения премий.

## Отзывы
| Совокупная оценка | Совокупная оценка |
| Источник          | Оценка            |
| ----------------- | ----------------- |
| Metacritic        | 76/100            |
| Оценки критиков   |                   |
| Источник          | Оценка            |
| The Guardian      | [ 9 ]             |
| NME               | [ 10 ]            |
| Pitchfork         | 7.2/10            |
| Rolling Stone     | [ 12 ]            |
| Slant Magazine    | [ 13 ]            |

Альбом получил положительные отзывы музыкальной критики и интернет-изданий.
В настоящее время альбом имеет рейтинг Metacritic 76, что указывает на «в целом благоприятные» отзывы. Rolling Stone отметил, что участие таких приглашённых музыкантов, как Бек и Ноэл Галлахер, сделало Ohio Players «одним из их лучших альбомов». В нескольких рецензиях положительно отмечалась способность Black Keys переосмыслить свой звук, оставаясь при этом верными своим корням гаражного рока и блюза. В положительной рецензии Pitchfork альбом был назван «живым, свежим и красочным». Смешанная рецензия от Slant Magazine считала, что приглашённые музыканты заставили The Black Keys потеряться в собственном альбоме, и критиковала песню «Beautiful People (Stay High)» за то, что она звучит, как будто была создана искусственным интеллектом и пытается понравиться «брендам образа жизни». Смешанная рецензия от The Guardian назвала альбом «не впечатляющим размыванием некогда пьянящей магии группы». NME, напротив, сочло альбом слишком знакомым и заявило, что он показывает, как «The Black Keys могут иметь потрясающую коллекцию пластинок, но Ohio Players — это работа группы, которая, возможно, слишком хороша в том, чтобы быть собой».
После выхода альбома, который стал первым альбомом Black Keys за 18 лет, не попавшим в топ-20 Billboard, и внезапной отмены североамериканского турне группы, сотрудник Pitchfork Стивен Томас Эрлевайн подтвердил свою положительную оценку альбома, данную в предыдущем обзоре, но отметил, что 2024 год стал годом, когда изменение культурных вкусов, похоже, оставило Black Keys в стороне. Эрлевайн вновь выразил положительное мнение о попытке группы обновить свой звук в альбоме Ohio Players.

## Список композиций
| №                   | Название                                       | Автор(ы)                                                                         | Длительность |
| ------------------- | ---------------------------------------------- | -------------------------------------------------------------------------------- | ------------ |
| 1.                  | «This Is Nowhere»                              | Dan Auerbach Patrick Carney Beck Hansen                                          | 3:45         |
| 2.                  | «Don't Let Me Go»                              | Auerbach Carney Gary Crockett Dominic Glover Jason Glover Hansen Daniel Nakamura | 2:35         |
| 3.                  | «Beautiful People (Stay High)»                 | Auerbach Carney Hansen Richard Mead Nakamura                                     | 2:47         |
| 4.                  | «On the Game»                                  | Auerbach Carney Noel Gallagher Leon Michels                                      | 4:03         |
| 5.                  | «Only Love Matters»                            | Auerbach Carney Gallagher Michels                                                | 3:23         |
| 6.                  | «Candy and Her Friends» (при участии Lil Noid) | Auerbach Carney                                                                  | 3:25         |
| 7.                  | «I Forgot to Be Your Lover»                    | William Bell Booker T. Jones                                                     | 2:28         |
| 8.                  | «Please Me (Till I'm Satisfied)»               | Auerbach Carney Greg Cartwright                                                  | 2:45         |
| 9.                  | «You'll Pay»                                   | Auerbach Carney Gallagher Michels                                                | 2:45         |
| 10.                 | «Paper Crown» (при участии Бека и Juicy J)     | Auerbach Carney Hansen Houston III                                               | 4:18         |
| 11.                 | «Live Till I Die»                              | Auerbach Carney Hansen                                                           | 2:24         |
| 12.                 | «Read Em and Weep»                             | Auerbach Carney Cartwright                                                       | 3:23         |
| 13.                 | «Fever Tree»                                   | Auerbach Carney Hansen                                                           | 3:05         |
| 14.                 | «Every Time You Leave»                         | Auerbach Carney Hansen Greg Kurstin                                              | 2:58         |
| Общая длительность: | Общая длительность:                            | Общая длительность:                                                              | 44:04        |

## Участники записи
- Дэн Ауэрбах — вокал, гитара, бас.
- Патрик Карни — ударные, продюсирование, перкуссия.

## Чарты
| Чарт (2024)                                  | Высшая позиция |
| -------------------------------------------- | -------------- |
| Австралия (ARIA)                             | 68             |
| Австрия (Ö3 Austria)                         | 5              |
| Бельгия/Фландрия (Ultratop)                  | 13             |
| Бельгия/Валлония (Ultratop)                  | 11             |
| Канада (Canadian Albums Chart)               | 35             |
| Хорватия (HDU)                               | 3              |
| Нидерланды (Album Top 100)                   | 10             |
| Франция (SNEP)                               | 15             |
| Германия (Offizielle Top 100)                | 3              |
| Венгрия (MAHASZ)                             | 9              |
| Ирландия (Irish Albums Chart)                | 43             |
| Италия (FIMI)                                | 45             |
| Япония (Billboard Japan)                     | 95             |
| Новая Зеландия (RMNZ)                        | 18             |
| 74                                           |                |
| Португалия (AFP)                             | 21             |
| Шотландия (Scottish Albums Chart)            | 6              |
| Испания (PROMUSICAE)                         | 23             |
| Швейцария (Schweizer Hitparade)              | 2              |
| Великобритания (UK Albums Chart)             | 13             |
| США (Billboard 200)                          | 26             |
| US Top Rock & Alternative Albums (Billboard) | 7              |